# George Craig
George Craig (Helmsley, 11 juli 1990) is een Brits model en zanger van de Indierockband One Night Only.

## Biografie
George Craig heeft verscheidene malen gemodelleerd voor het merk Burberry, met andere grote modellen zoals Alex Pettyfer en Emma Watson. Sinds 2003 is hij ook de zanger en gitarist van de band One Night Only uit zijn woonplaats. De band brak door in 2008 met het nummer Just For Tonight. In datzelfde jaar trad hij met de band op in het programma Studio Sportzomer 2008 om hun hit ten gehore te brengen. In november 2011 was de band terug in Nederland voor een optreden in Paradiso. In 2011 had Craig een relatie met zangeres Diana Vickers.
- Gemeinsame Normdatei: 142677191
- International Standard Name Identifier: 0000 0003 6804 0861
- Virtual International Authority File: 148533101
- WorldCat: E39PBJvxvhXRbCfKhqrMR3fXh3